# Ministerio de Transporte y Obras Públicas (Ecuador)
El Ministerio de Transporte y Obras Públicas de Ecuador (o MTOP por sus siglas) es un Ministerio del Estado Ecuatoriano, el cual es el rector del Sistema Nacional del Transporte.

## Historia
Fue creado por decreto ejecutivo número 8 el 8 de febrero del año 2007.
El MTOP es el encargado de la construcción y mantenimiento de la Red Vial Nacional del Ecuador. 
Orgánicamente cuenta con dos viceministros 5 subsecretarias.

## Objetivo
De acuerdo a su portal web su objetivo es:
Contribuir al desarrollo del País a través de la formulación de políticas, regulaciones, planes, programas y proyectos, que garanticen un Sistema Nacional del Transporte Intermodal y Multimodal, sustentado en una red de Transporte con estándares internacionales de calidad, alineados con las directrices económicas, sociales, medioambientales y el plan nacional de desarrollo.